# Totoyo Millares
Luis „Totoyo“ Millares Sall (* 13. Juli 1935 in Las Palmas de Gran Canaria, Kanarische Inseln, Spanien; † 1. Mai 2022 auf Gran Canaria) war ein spanischer Musiker.

## Leben
Totoyo Millares ist Sohn von Juan Millares Carló, einem Dichter, und Dolores Sall y Bravo de Laguna.
Er ist der Begründer der modernen Timple-Musik und hat ca. 45.000 Bewohner der Kanarischen Inseln das Timplespielen gelehrt. 2006, nach 30-jähriger Pause öffentlicher Auftritte, stand er mit einem seiner besten Schüler, José Antonio Ramos, wieder auf der Bühne. In dem Konzert Las manos del maestro boten sie eine Übersicht über das musikalische Werk des Totoyo Millares.
Als Jugendlicher hat er es schon zur frühen Meisterschaft gebracht.

## Entwicklung
- Mit 5 Jahren überraschte er seine Familie mit seinem selbst beigebrachten Gitarre- und Timple-Spiel. Er hatte es seinen Brüdern abgeschaut, als diese musizierten.
- Mit 7 Jahren zupfte er die Timple schon als Soloinstrument und komponierte die Mazurca und die Polka Majorerá, inspiriert durch populäre Melodien.
- Mit 8 Jahren entwickelte er die Kompositionen Punteada de Folías, Malagueñas und Isas.
- Mit 9 Jahren gab er seinen Verwandten und Freunden Timpleunterricht. Selbst erhielt er eine Ausbildung in Gesang, Klavier und Violine.
- Mit 10 Jahren entwickelte er eine Schule für Timple mit Noten und Ziffern und legte schon den Grundstein seiner Akademie für Timple.
- Mit 13 Jahren nahm er zum ersten Mal ein Timple-Rasgueado und -Punteado auf Magnetband auf und wurde damit Vorläufer und Verbreiter dieser Spielart.
- Als er 15 Jahre alt war, wurde seine Unterrichtsmethode mit der Timple an den Schulen eingeführt.

In der kanarischen Volksmusik wird die Timple als Begleitinstrument in der vierten Reihe benutzt, nach Gitarren, Lauten und Bandurrias. Totoyo Millares hat die Timple als Soloinstrument in Melodie- (Punteado) und Akkordspiel (Rasgueado) eingeführt. Er zeigte, dass die Möglichkeiten dieses kleinen Instrumentes reichlich und noch nicht erschöpft sind.
Totoyo spielte Timple vor so bekannten Persönlichkeiten wie Rafael Alberti, Pablo Picasso, Martín Chirino, Alfredo Kraus, Alicia de Larrocha, María Dolores Pradera, Atahualpa Yupanqui, Jorge Cafrune, Saulo Torón, Maria Callas, Winston Churchill, Ava Gardner, Gregory Peck und Paul Newman.

## Erfolge
- 1942 erste Kompositionen
- 1945 Entwicklung einer Unterrichtsmethode für das Timplespiel und Gründung einer Akademie für Timple
- 1959 Tournee durch Portugal und Spanien
- 1969 war er bei den Gründungsmitgliedern der Gruppe „Los Gofiones“.
- 1979 nach über 80 Schallplatten-Aufnahmen ist seine Antología del timple auf 3 Vinylplatten erschienen
- 1983 komponierte er das erste Konzert für Timple und sinfonisches Orchester
- von 1945 bis 2022, Ausbildung von ca. 45.000 Schülern auf allen Kanarischen Inseln

## Diskografie (Auswahl)
- 1979 Antología del timple, Vol. 1, 2, 3
- 1987 Antología del timple, Vol. 2
- 1998 Clásicos Canarios
- 2006 Las Manos del Maestro